# Station Hoboken-Kapelstraat
Station Hoboken-Kapelstraat was een van de drie stations in de voormalige gemeente Hoboken (dat sinds 1983 een Antwerps district is) en lag aan de spoorlijn 52 (Puurs - Antwerpen-Centraal) aan de Kapelstraat.
Oorspronkelijk droeg het de naam Hoboken-Kapelstraat maar werd op 26 mei 1974 gewijzigd tot "Hoboken" (zonder toevoeging). Het werd in 1984 gesloten, in 1988 heropend en in 1992 weer gesloten.
Sommige mensen ijveren voor de heropening van het station. In het strategisch ruimtelijk structuurplan van de stad Antwerpen kwam dit ter sprake. De NMBS voorziet echter geen heropening, aangezien het station op slechts één kilometer van Station Hoboken-Polder ligt.

## Reizigerstellingen
De grafiek en tabel geven het gemiddeld aantal instappende reizigers weer op een week-, zater- en zondag.
| Tabel: aantal instappende reizigers station Hoboken | Tabel: aantal instappende reizigers station Hoboken | Tabel: aantal instappende reizigers station Hoboken | Tabel: aantal instappende reizigers station Hoboken |
|                                                     | Weekdag                                             | Zaterdag                                            | Zondag                                              |
| --------------------------------------------------- | --------------------------------------------------- | --------------------------------------------------- | --------------------------------------------------- |
| 1977                                                | 386                                                 | 28                                                  | -                                                   |
| 1978                                                | 243                                                 | 26                                                  | -                                                   |
| 1979                                                | 214                                                 | 22                                                  | -                                                   |
| 1980                                                | 285                                                 | 40                                                  | 22                                                  |
| 1981                                                | 254                                                 | 39                                                  | 36                                                  |
| 1982                                                | 174                                                 | 12                                                  | -                                                   |
| 1983                                                | 197                                                 | 20                                                  | -                                                   |
| 1984                                                | -                                                   | -                                                   | -                                                   |
| 1985                                                | -                                                   | -                                                   | -                                                   |
| 1986                                                | -                                                   | -                                                   | -                                                   |
| 1987                                                | -                                                   | -                                                   | -                                                   |
| 1988                                                | 59                                                  | -                                                   | -                                                   |
| 1989                                                | 53                                                  | -                                                   | -                                                   |
| 1990                                                | 45                                                  | -                                                   | -                                                   |
| 1991                                                | 66                                                  | -                                                   | -                                                   |
| 1992                                                | 43                                                  | -                                                   | -                                                   |

Antwerpen-Berchem · Antwerpen-Centraal · Antwerpen-Dam · Antwerpen-Dokken en -Stapelplaatsen · Antwerpen-Harwich · Antwerpen-Haven · Antwerpen-Kiel · Antwerpen-Linkeroever · Antwerpen-Luchtbal · Antwerpen-Noord · Antwerpen-Noorderdokken · Antwerpen-Oost · Antwerpen-Schijnpoort · Antwerpen-Waas · Antwerpen-Zuid · Borgerhout · Ekeren · Ekeren-Brug · Fort 6 · Fort 7 · Fort 8 · Hoboken-Kapelstraat · Hoboken-Polder · Leugenberg · Merksem · Molenveld · Sint-Mariaburg · Wilrijk
0,0: Hoboken-Kapelstraat ·
1,2: Fort 8 ·
3,0: Fort 7 ·
4,1: Wilrijk ·
4,8: Fort 6 ·
6,0: Molenveld ·
7,1: Fort 5 ·
8,5: Luithaegen ·
Fort 4 ·
13,5: Antwerpen-Berchem ·
14,7: Antwerpen-Oost ·
18,2: Antwerpen-Dam ·
20,9: Antwerpen-Luchtbal ·
21,7: Antwerpen-Noorderdokken ·
Ekeren-Brug ·
Leugenberg
0,0: Dendermonde ·
5,6: Baasrode-Noord ·
9,0: Sint-Amands ·
12,5: Oppuurs ·
15,3: Puurs ·
18,4: Ruisbroek-Sauvegarde ·
21,2: Boom ·
22,0: Boom-Krekelenberg ·
24,7: Niel ·
26,4: Schelle ·
27,6: Hemiksem ·
29,9: Hemiksem-Werkplaatsen ·
31,9: Hoboken-Kapelstraat ·
32,9: Hoboken-Polder ·
37,5: Antwerpen-Zuid